# Twilight in Olympus
Twilight In Olympus је четврти албум северноамеричког прогресив метал бенда .

## Извођачи
- - Све електричне, класичне и акустичне гитаре, ситара, мини-харфа, позадински вокал
- - Вокал
- - Клавијатура
- - Бас
- - Бубњеви